# Música prehispánica de México
Se considera como música prehispánica de México toda aquella que del período arcaico hasta la llegada de los españoles a México. Las únicas fuentes con que se cuenta para conocer lo que fuera la música prehispánica de las diferentes culturas étnicas que florecieron en México se encuentra en la evidencia arqueológica de códices prehispánicos, pinturas murales, los propios instrumentos musicales encontrados, así como las posteriores descripciones dadas por los cronistas hispanos.

La música prehispánica prescinde de la noción original de integridad que se observa en el arte prehispánico. La música, la danza y la poesía fueron consideradas como un todo dentro de la práctica mexica. Se incluía en sacrificios, penitencias, ofrendas, ingestión de alucinógenos y otros tipos de hierbas.

Los artistas, aun cuando recibiesen honores y riquezas, formaban parte del servicio doméstico de los señores (tecuhtli). Los músicos recibían un mecátl o cordel distintivo (de donde viene la palabra americana mecate, del náhuatl, mecatl, lit. 'cordel'), que portaban en la cabeza, colgando las puntas encima del pecho. Heredaron por línea directa el instrumental tolteca (por ende teotihuacano) asimilando el legado de las culturas contemporáneas de toda Mesoamérica.

## Formas de la música prehispánica
Dependiendo del periodo histórico y de las culturas, las evidencias no de la música en cada una varían, y las investigaciones se enfocan a los períodos clásicos de las culturas mayores (mexica y maya por ejemplo). Si bien no es posible saber cuál era el sonido original de la música prehispánica en general y de cada pueblo en lo particular, de acuerdo a ciertas investigaciones «se ha podido intuir su sonoridad gracias a las expresiones autóctonas, las cuales han sobrevivido por cerca de 500 años, como parte de algunas festividades y ritos de Oaxaca, del Totonacapan y de la península de Yucatán».
Como es el caso de flautas que pueden emitir tonos y semitonos, y otros instrumentos que pueden tocar cromatismos.
Por otra parte, es indudable que el repertorio musical y otras piezas no vocales, tenían un empleo muy variado en ceremonias, de guerras, así como en fiestas y juegos, con sentido poético y amoroso.
Entre los mexicas, la música se enseñaba en el lugar donde se guardaban los instrumentos musicales la Mixcoacalli (Casa de la serpiente de nubes) y en la Cuicacalli (Casa del canto) donde se enseñaba danza, poesía y música.
Existían 3 tipos de música:
1. Música ritual: Se utilizaba en ceremonias o rituales como bodas, nacimientos, sacrificio de víctimas y funerales.
2. Música guerrera: Cantos y danzas que se interpretaban antes y después de las batallas.
3. Música recreativa: Se ejecutaba en los bailes llamados Mitotes y las fiestas públicas Netoteliztli.

## Instrumentos musicales prehispánicos
Básicamente, los instrumentos autóctonos del México prehispánico se pueden agrupar en 2 conjuntos mayores: los de percusión y los de aliento. Dentro de los instrumentos de percusión se encuentran los idiófonos y los membranófonos, en tanto en los de aliento se encuentran los aerófonos.
- Idiófonos: Son instrumentos musicales que generan sonido al vibrar el propio instrumento. Entre los ejemplos encontramos:[3]
  1. Ayauhchicahuaztli: Una tabla de sonajas que procuraba la lluvia.
  2. Chicahuaztli: Instrumento musical azteca, el cual, suena con un golpe que se va produciendo indirectamente. Existen de varios tamaños, formas y colores, según se usen para venerar a sus dioses y diosas.
  3. Teponaztli: Instrumento hecho de tronco de madera ahuecado, con dos lenguas que forman una H. Se tocaba con 2 baquetas de punta de hule.

- Membráfonos: Son instrumentos musicales donde el sonido es generado por la vibración de una membrana, mediante percusión, frotación o soplo. Entre los que destacan:[4]
  1. Huéhuetl: Era un tambor elaborado con un tronco de árbol, que se ahuecaba por dentro y se le colocaba la piel de algún animal estirada en su parte superior. Se podía tocar con las manos o con baquetas de madera.
  2. Panhuehuetl: Se le conoce como por ser el tambor mayor.
  3. Tambores de barro: Estos poseen forma de cántaro y copa.
- Aerófonos: Son instrumentos de aire.

### Instrumentos de viento
- Atecocolli: Caracol marino usado como trompeta por su sonido grave y profundo.
- Hom: Aerófono largo hecho de guaje o de madera.
- Huilacapitztli: Ocarinas, tortolitas y jarros silbadores.
- Incus: Aerófono largo hecho de quiote de maguey.
- Silbato de ruido: Aerófono de doble diafragma, generador de ruidos complejos y sonido de viento.
- Tlapitzalli: Flautas o flautines de barro, carrizo, hueso, etc.
- Toxacatl: Vara delgada que se aspira.

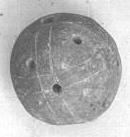
Ayacachtli

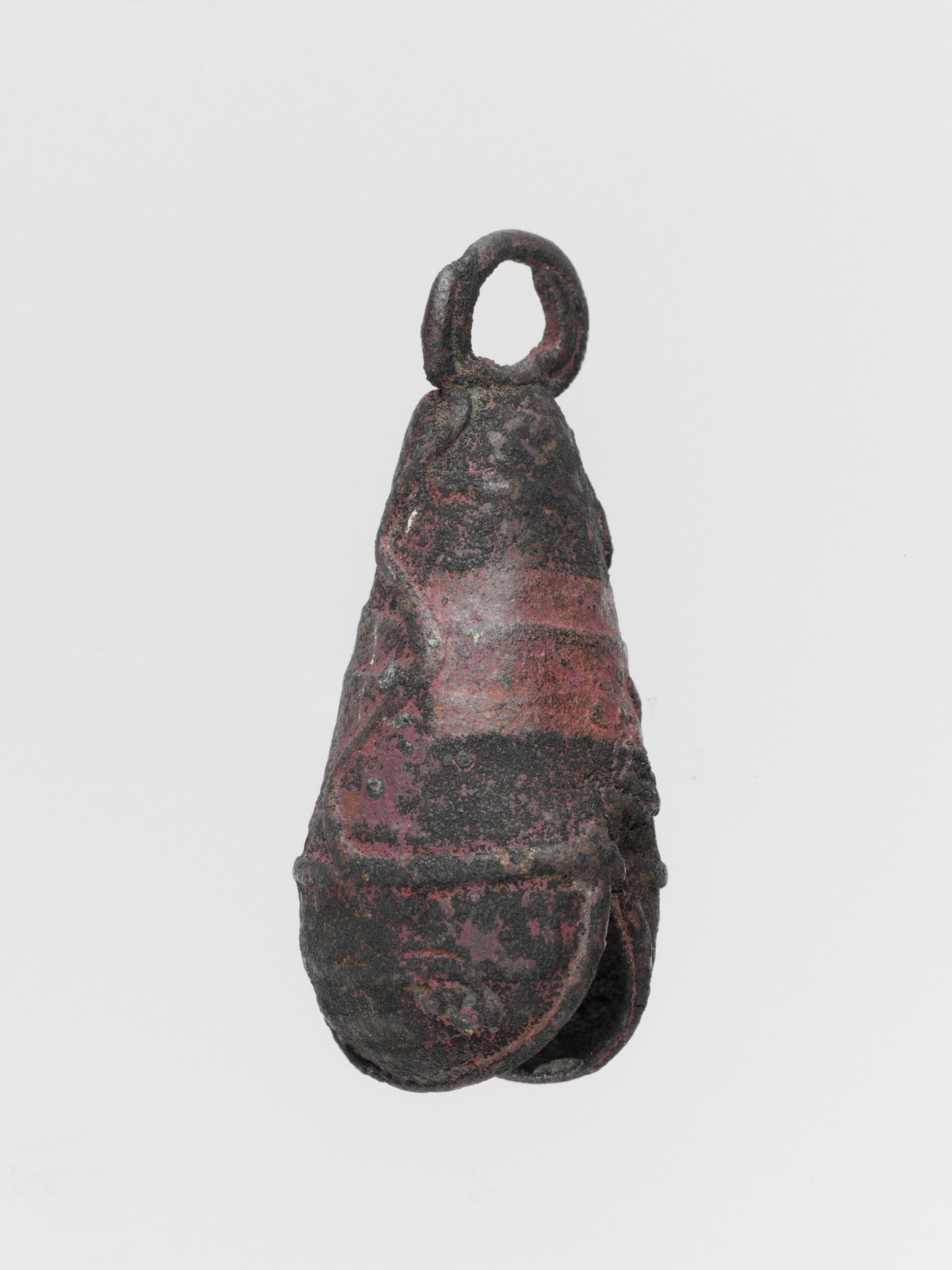
Tzilinilli

### Instrumentos de percusión
- Arco percutido: Cordófono en forma de arco, simple o con guaje como resonador.
- Ayacachtli: Sonaja de guaje seco o calabazo de barro o metal, lleno de piedritas o semillas, para acompañar a las danzas
- Ayotl: Caparazón de tortuga, percutida en la parte inferior con un asta de venado.
- Chicahuaztli: Bastón que suena al golpearlo directamente.
- Huehuetl: Tambor de un parche y 3 soportes.
- Omichitzicahuaztli: Raspador de hueso o asta de venado con muescas.
- Panhuehuetl: Tambor mayor.
- Tambor de U: Cuerpo de barro en forma de U, con un parche en una abertura por la cola
- Tambores de barro prehispánicos: Tienen forma de cántaro y copa.
- Tenábaris: Capullos de mariposa, secos y atados en grupos, con piedritas en su interior. Se amarraban a los tobillos y muñecas de los danzantes.
- Teponazhuehuetl: Teponaztli con lados adyacentes para ser tocados en parche piel.
- Teponaztli: Tambor horizontal de un tronco hueco de madera dura, que se percutían con dos macillos cubiertos de hule en un extremo, para el cambio de guardia nocturna, ceremonias religiosas y señales de guerra.
- Tlalpanhuehuetl: Tambor gigante de 2.50 m que desde lo alto de los templos anunciaba la guerra hasta una distancia de 12 km.
- Tzilinilli: Cascabel de metal.